# Minnesota Timberwolves
Minnesota Timberwolves er et amerikansk basketballhold fra Minneapolis i Minnesota. Holdet blev stiftet i 1989 og spiller i NBA-ligaen.

## Historie

### Grundlæggelse
I 1985 begynde NBA planer om at udvide ligaen, og i 1987 blev det gjort officielt at Minneapolis ville få et hold for første gang siden 1960, hvor at Minneapolis Lakers flyttede til Los Angeles. Minneapolis fik dermed et hold forud for 1989-90 sæsonen sammen med Orlando, Miami og Charlotte.
Navnet Timberwolves blev valgt på grund af Minnesotas store befolkning af ulve.

### De første år
Ligesom mange andre nye hold, så var Timberwolves ikke gode i det først par år. 
I de første 5 sæsoner lykkedes det ikke at vinde mere end 29 kampe på en sæson, og de sluttede som ligaens abolut værste hold i 1991-92 sæsonen.
Trods de var det absolut værste hold, så var de uheldig ved draft lotteriet i 1992 hvor at de kun fik det tredje valg, og dermed fik hverken Shaquille O'Neal eller Alonzo Mourning.
Det gik så dårligt, at ejerne Harvey Ratner og Marv Wolfenson valgte at sælge holdet. Det var en seriøs mulighed at holdet blev solgt til en gruppe som ville flytte holdet til New Orleans, men ligaen sagde nej til denne idé. Holdet endte med at blive købt i 1994 af den lokale forretningsmand Glen Taylor som ville beholde holdet i hans hjemstat.  
Kort efter Taylor købte holdet ansatte han NBA og Boston Celtics legenden Kevin McHale som den nye general manager.

### Garnett, Marbury og Gugliotta
Ved draften i 1995 ramte Timberwolves pletskud ved at drafte Kevin Garnett med det femte pick, og de lavede en god trade med Golden State Warriors, hvor at de fik Tom Gugliotta. Dog var holdet stadig meget ungt i 1995-96, og de vandt stadig ikke mange kampe.
Ved draften i 1996 fik Minnesota for andet år i træk det femte pick, og tog Ray Allen, en fremtidig stjerne, men valgte at trade ham for Stephon Marbury. Selvom han ikke var ligeså god som Allen, så var Marbury stadig en meget god spiller. Garnett, Marbury og Gugliotta dannede nu en ung og meget spænede trio i Minnesota, og de havde i 1996-97 sæsonen deres bedste nogensinde da de opnåede slutspilskvalifikation for første gang. Timberwolves blev dog slået rimeligt nemt af Houston Rockets i deres debut i slutspillet. 
Timberwolves fortsatte med at blive bedre i 1997-98 sæsonen, trods en skade til Gugliotta, og havde deres først sæson med flere sejre end nederlag, og var igen i slutspillet. Det lykkedes dog ikke at komme videre fra den første runde igen, men denne gang tabte de en meget tæt serie imod Seattle SuperSonics.
I oktober 1997 gav Timberwolves deres stjernespiller, Kevin Garnett, en ny kontrakt. En kæmpe aftale på 126 million dollars over 6 år. Dette sikrede at Garnett ville blive, men havde seriøse konsekvenser. I 1998 blev Timberwolves nødt til at lade Gugilotta forlade ved kontraktudløb da de havde behov for at spare, og senere blev de tvunget til at trade Marbury fordi at han følte sig underbetalt i forhold til Garnett. Garnetts kontrakt bliver ofte citeret som en af hovedgrundene bag den lockout som der skete i løbet af 1998-99 sæsonen, fordi ejere var bange for at skulle betale lignende kontrakter til unger spillere.
Trods tabet på Marbury og Gugilotta så lykkedes det Timberwolves at fortsætte med at være god. Spillere som Terrell Brandon, som de fik i traden for Marbury, og Wally Szczerbiak som de draftede i 1999 passede godt ind på holdet. Trods dette så lykkedes det ikke i hverken 1997-98 eller 1998-99 sæsonen at komme forbi den først runde i slutspillet.

### Joe Smith skandalen
Før 1999-20 sæsonen hentede holdet Joe Smith, efter hans kontrakt udløb. Dette var overraskende fordi at Smith havde accepteret en meget lav løn, og havde tilbud fra andre klubber som tilbudte Smith mere i løn. Det viste sig at Smith og Timberwolves havde lavet en hemmelig aftale, hvor at Smith ville acceptere en lavt betalende 1-årig kontrakt 3 år i streg. Når en spiller har spillet på et hold i 3 år, så giver det holdet ret til det som hedder Bird rights, hvilke giver holdet mulighed for at give ham en kontrakt som var over det lønloft som ligaen har. Når de havde fået Bird rights på Joe Smith, så ville Minnesota altså belønne Smith ved at give ham en kontrakt som de i øjeblikket ikke havde råd til. Denne aftale blev afsløret efter en konflikt indenfor det agentfirma som havde Smith ledte til at de hemmelig dokumenter om aftalen blev afsløret. Dette var strengt imod NBA reglerne, og NBA-kommissær David Stern valgte at straffe Minnesota hårdt. Timberwolves fik først taget 5 draft picks mellem 2001-05, men det blev reduceret til 3 da de fik taget deres draft valg i 2001, 2002 og 2004.

### Et nyt årtusind
Den 20. maj 2000 blev Timberwolves ramt af en tragedie, da 30-årige Timberwolves spiller Malik Sealy blev dræbt da han blev ramt af en mand. som beruset kørte den forkerte vej ned ad motorvejen. Sealy var på vej hjem efter han havde været til Kevin Garnetts fødselsdagsfest. Timberwolves har i dag pensioneret nummer 2 for at mindes Sealy.
Fremtiden så sort ud for Timberwolves med tabet af 3 draft valg, men på den anden siden så var Garnett ved at nå toppen af hans karriere. En dominant Garnett og den bedste sæson i Wally Szczerbiaks karriere, da han kom på All-Star holdet, ledte Timberwolves til deres først sæson med 50 sejre. Dette hjalp dog ikke i slutspillet da Timberwolves stadig var forbandet til at tabe i den første runde, denne gang til Dallas Mavericks.
Historien var den samme i 2002-03 sæsonen, da Timberwolves igen kom i slutspillet, men igen tabte i den første runde for syvende år i streg.

### 2003-04 sæsonen
2003-04 ville blive en historisk sæson for Timberwolves. I et forsøg på at overvinde den første rund, lavede Kevin McHale store ændringer på holdet. De fik nye spillere som Sam Cassell og Latrell Sprewell ved at lave gode trades, samt hentede de kontraktløse Fred Hoiberg og Michael Olowokandi. Med dette nye hold med flere veteraner, så havde Minnesota og Kevin Garnett endelig de spillers som de havde brug for til at lave et seriøst forsøg på at vinde en titel.
Trods skader til Szczerbiak og Olowokandi, så havde Minnesota deres klart bedste sæson nogensinde. Wolves vandt 58 kampe, og var dermed det næstbedste hold i ligaen, kun bag ved Indiana Pacers. Kevin Garnett vandt også sin første og eneste Most Valuable Player-trofæ i 2004.
I 2004 slutspillet lykkedes det at bryde forbandelsen, da Minnesota vandt overbevisende over Denver Nuggets i den første runde. Det sluttede dog ikke der, da Minnesota også vandt den anden runde i en utrolig tæt serie imod Sacramento Kings.
Udover Kevin Garnett, så spillede Sam Cassell det bedste basketball han nogensinde havde spillet, og efter han scorede et trepointskud, som sikrede at Minnesota vandt over Kings, så jublede han ved at lave hans signatur jublescene, kaldet big balls. På besynderlig vis lykkedes det Cassell at skade sin hofte unders sin jublescene, og han kunne derfor ikke spille meget i semi-finalen.
Timberwolves nåede hermed til semifinalen, hvor at de skulle spille imod Los Angeles Lakers, som havde vundet 3 mesterskaber i træk. Trods en tæt serie, så tabte Minnesota, da de især savnede Sam Cassell. Minnesotas træner Flip Saunders mener stadig at Minnesota ville have vundet mesterskabet hvis Cassell ikke havde skadet sig selv med juplescenen.

### Skuffelse og dårlige handler
Forventningerne for 2004-05 sæsonen var at Minnesota skulle igen forsøger at vinde en titel. Holdet kom meget dårligt fra start, og træner Flip Saunders som havde været træner i 10 år, blev fyret. Kevin McHale overtog som træner, og Timberwolves sluttede sæsonen godt af, og sluttede med et ok resultat på 44 sejre, men på grund af den vestlige konference var meget stærk, så var det ikke godt nok til en plads i slutspillet.
Før 2005-06 sæsonen hyrede de Dwayne Casey til at være den nye træner, og endte med at trade Sam Cassell væk til Los Angeles Clippers. Senere på året så sendte de også Szczerbiak og Olowokandi væk til Boston Celtics. Tabet af flere af deres vigtige spiller, og skuffende resultater fra deres nye spillere, resulterede i at tabte 49 kampe, og var langt væk fra at nå til slutspillet.
Ved 2006 draftet lavede Wolves et godt pick, da de tog Brandon Roy, som eventuelt ville blive Rookie of the Year, men de tradede ham væk med det samme til Portland Trial Blazers.
2006-07 sæson var endnu en sæson var at holdet tabte mere end de vandt.

### Garnett forlader
Før 2007-08 sæsonen blev man enige om at trade superstjernen Kevin Garnett til Boston Celtics for 5 spillere, 2 picks og penge. Samme år vandt Garnett sit først mesterskab med Celtics som vandt over Lakers i 2008 finalen.
Timberwolves gik nu i gang med flere sæsoner hvor at holdet var en af ligaens dårligste.

### Kevin Love årene
Ved 2008 draften valgte Timberwolves O.J. Mayo som nummer 3. O.J. kom dog aldrig til at spille for Wolves, da de lavede en god trade med Memphis Grizzlies, hvor at de fik Kevin Love.
Love udviklede sig over de næste par år til en af ligaens bedste unge spillere, og vandt i 2011 Most Improved Player da han for første gang blev en All-Star.
Trods Love var Timberwolves stadig dårlige, og det lykkedes ikke at hverken drafte eller trade spillere til at spille sammen med Love.
Denne periode var plaget med dårlige især dårlige draft picks. Især i 2009 valgte Timberwolves Ricky Rubio og Johnny Flynn som nummer 5 og 6 i draften. Personen som blev draftet som nummer 7 var Stephen Curry.

### Wiggins og Towns
I august 2014 blev Love traded til Cleveland Cavaliers, i bytte fik Timberwolves årets nummer 1 draft pick Andrew Wiggins samt Anthony Bennett. Wolves draftede også Zach LaVine. Et meget ungt hold uden Love var endnu dårligere, og vandt kun 16 kampe i 2014-15 sæsonen. Minnesota missede hermed slutspillet for 11 år i træk.
Timberwolves vandt draft lotteriet i 2015, og valgte Karl-Anthony Towns som nummer 1. I 2015 så vendte Garnett også hjem til Minnesota som 39-årig, og kunne dermed gå på pension som en Timberwolves spiller.

### Tom Thibodeau og Timberbulls
I april 2016 hyrede Wolves Tom Thibodeau til at være holdets nye træner. Kendt for sine år i Chicago Bulls. Den første sæson var ikke just imponerende, og Minnesota missede igen slutspillet.
Før 2016-17 sæsonen valgte Minnesota at det nu var tid til at forsøg at vinde igen, og tradede derfor Zach LaVine og Kris Dunn til Chicago Bulls i bytte for stjernen Jimmy Butler. De hentede flere markante kontraktløse spillere, herunder Taj Gibson og Derrick Rose som begge havde spillet under Thibodeau i Chicago. På grund af de mange tidligere Bulls spillere som Thibodeau havde taget til Minnesota fik holdet kælenavnet Timberbulls.
Timberwolves nåede i 2016-17 sæsonen tilbage i slutspillet for første gang i 13 år, men tabte i den første runde til Houston Rockets.
Efter en dårlig start på 2017-18 sæsonen blev Thibodeau fyret, og Jimmy Butler gjorde det klart at han ikke vil skrive en ny kontrakt med klubben, og blev derfor tradet til Philadelphia 76ers.

### Towns og Russell
I februar 2020 tradede Minnesota Andrew Wiggins til Golden State Warriors i bytte for D'Angelo Russell. 
Ved draften i 2020 vandt Wolves det først draft, og valgte Anthony Edwards.

## Kendte spillere
- Kevin Garnett
- Stephon Marbury
- Tom Gugliotta
- Sam Cassell
- Latrell Sprewell
- Kevin Love
- Ricky Rubio
- Andrew Wiggins
- Karl-Anthony Towns